# Novio Facundo
Novio Facundo (en latín, Novius Facundus) fue un arquitecto romano de la época de Augusto en el siglo I a. C. que tiene como su obra más conocida la construcción del reloj de sol del Campo de Marte en el año 9 a. C. Se desconocen bastante los detalles de su vida y algunas de sus obras arquitectónicas. No parece que dejara obras escritas y puede decirse que el conocimiento de su saber nos llega de restos arqueológicos en Roma y opiniones de otros autores.
Plinio el Viejo, por ejemplo, le menciona en su Historia natural como el autor real del solarium del Campo de Marte en Roma cuando describe la composición del reloj. El reloj fue colocado en el campo de Marte de Roma por César Augusto y, por esta razón, aparece en la literatura latina como Horologium Augusti (Reloj Solar de Augusto).